# Tupolew Tu-98
Die Tupolew Tu-98 (russisch Туполев Ту-98, NATO-Codename Backfin) war der Prototyp eines Strahlbombers mit Pfeilflügel, entwickelt vom Konstruktionsbüro Tupolew für die Luftstreitkräfte der Sowjetunion.

## Geschichte
Die Tu-98 entstand aus einem Programm zur Entwicklung eines schnellen taktischen Überschallbombers als Ersatz für die Tu-16. Das daraufhin entstandene Flugzeug wurde von zwei Ljulka-AL-7-Strahltriebwerken mit seitlichen Lufteinläufen hoch oben auf dem Rumpf (oberhalb der Flügelwurzel) angetrieben. Die Tu-98 hatte einen verglasten Bug für den Navigator, dahinter etwas oberhalb befand sich ein Tandemcockpit für Pilot und Waffenoffizier. Hinter dem Cockpit befanden sich seitlich die Lufteinläufe. Das Hauptfahrwerk mit je vier Rädern und geringer Spurweite wurde in den Rumpf eingezogen. Das auffälligste Merkmal der Tu-98 war das Argon-Zielradar für die Heckkanone in einer tropfenförmigen Verkleidung auf dem Seitenleitwerk.
Die Tu-98 wurde 1955 gebaut und begann ihre Erprobung Anfang 1956, die auch Starts mit Hilfsraketen beinhaltete. Zum Ende des Jahres zeichnete sich ab, dass das Muster nicht den Vorstellungen der Luftstreitkräfte entsprach und die Tests wurden abgebrochen. Trotzdem oder gerade deswegen wurde die Tu-98 auf dem Militärflugplatz Kubinka bei Moskau im Juni 1956 einer US-amerikanischen Delegation unter General Twining gezeigt und von Staatschef Chruschtschow als neueste sowjetische Bomberentwicklung präsentiert. Die US-Militärs ließen sich beeindrucken und schrieben, da über das Flugzeug keine näheren Angaben gemacht wurden, den Entwurf dem Konstruktionsbüro Jakowlew zu. Es wurden zudem Mutmaßungen über eine angebliche Serienproduktion angestellt, die noch 1958 auf 15 Stück jährlich geschätzt wurde, weshalb von der NATO der Codenamen Backfin und auch die (fiktive) Bezeichnung Jak-42 vergeben wurde. Eine Indienststellung war für die Tu-98 jedoch nie vorgesehen. Der einzige Prototyp wurde nur für Testzwecke und bei der Luftparade in Tuschino geflogen.
Die Konstruktion der Tu-98 hatte großen Einfluss auf den Prototyp des Tupolew Tu-28-Abfangjägers, offiziell bekannt als Tu-128. Neben aerodynamischen Versuchen für die Tu-128 wurde die Tu-98 für Versuche mit dem zukünftigen Tu-128-Radar RP-7 „Smersch“, wobei der verglaste Bug durch das Gerät ersetzt wurde, und dem Feuerleitsystem Kompleks 80 verwendet. Auch die als Bewaffnung für dieses Muster vorgesehenen R-4-Luft-Luft-Raketen wurden mit der Tu-98 erprobt. Die offizielle Bezeichnung der Maschine dafür lautete Tu-98LL für letajuschtschaja laboratorija, fliegendes Laboratorium. Nach Abschluss dieser Tests war die Tu-98 noch eine Zeitlang in Schukowski abgestellt, bevor sie verschrottet wurde. Auch für die Konstruktion der Tu-22 lieferte die Tu-98 Erkenntnisse.
Die Tu-98 hätte vier Freifallbomben im Bombenschacht sowie zwei Bomben an den Flügeln transportieren können, alternativ wäre eine Bewaffnung mit drei P-15-Lenkwaffen möglich gewesen, unter jedem Flügel eine und die dritte in halbversenkter Position unter dem Mittelrumpf. Diese Konfiguration ist vergleichbar mit der der Tu-22M. Bomben können in dieser Konfiguration im Bombenschacht nicht mitgeführt werden.
Projektiert wurde auch eine Version für einen extrem kurzen Start (im NATO-Jargon Zero Length Launch genannt), die mit geändertem Hauptfahrwerk und einer abwerfbaren Starthilfsrakete von einem Startgestell abheben sollte.

## Technische Daten
| Kenngröße                | Daten                                                    |
| ------------------------ | -------------------------------------------------------- |
| Besatzung                | 3                                                        |
| Länge                    | 32,06 m                                                  |
| Spannweite               | 17,27 m                                                  |
| Höhe                     | 8,06 m                                                   |
| Flügelfläche             | 87,50 m²                                                 |
| Pfeilung                 | 60° (Innenflügel) 45° (Außenflügel)                      |
| Startmasse               | maximal 39.000 kg                                        |
| Flächenbelastung         | 445,7 kg/m²                                              |
| Antrieb                  | 2 × Strahltriebwerke Ljulka AL-7F mit je 93,2 kN Schub   |
| Schub-Gewicht-Verhältnis | 0,49                                                     |
| Höchstgeschwindigkeit    | 1.238–1.365 km/h in 12.000 m Höhe                        |
| Reichweite               | 2.440 km mit maximaler Zuladung                          |
| Dienstgipfelhöhe         | 12.750 m                                                 |
| Bewaffnung               | 3 × 23-mm-Maschinenkanonen AM-23 5.000 kg Abwurfmunition |